# Rio Conchos
Rio Conchos – amerykański western z 1964 roku w reż. Gordona Douglasa na podstawie powieści Claira Huffakera z 1958 roku pt. Guns of Rio Conchos.

## Opis fabuły
Stany Zjednoczone roku 1867, Dziki Zachód. Były oficer armii konfederatów mjr Lassiter, wędrując przez prerię, zabija wszystkich napotkanych Apaczów, mszcząc się za śmierć ukochanej żony i córki. Po kolejnym zabójstwie zostaje aresztowany przez żołnierzy Unii i doprowadzony przed oblicze płk. Wagnera, który składa mu propozycję – wolność w zamian za pomoc w odzyskaniu 2 000 skradzionych armii karabinów. Nie bez znaczenia dla Lassitera jest fakt, że pomagając w odzyskaniu skradzionej broni, zapobiegnie dalszym napadom na białych osadników dokonywanych przez Apaczów w których ręce najprawdopodobniej trafiła broń. Lassiter przyjmuje propozycję Wagnera i wraz z kpt. Havenem i sierż. Franklynem oraz napotkanym w areszcie meksykańskim rzezimieszkiem Rodriguezem jako przewodnikiem udaje się na terytorium Meksyku celem odzyskania lub zniszczenia skradzionej broni. Cała misja ma charakter nieoficjalny i odbywa się pod pozorem sprzedaży 100 baryłek skradzionego prochu. Po pełnej niebezpieczeństw podróży przez granicę, walcząc z bandytami i Apaczami, grupa dociera w końcu w dorzecze rzeki Conchos (tytułowe „Rio Conchos”), gdzie na wpół obłąkany, były pułkownik armii konfederatów Pardee wraz z niedobitkami i Apaczami pod wodzą Krwawej Koszuli organizuje własną, małą armię celem uderzenia na Stany. Przejmuje on wóz z prochem i składa Lassiterowi propozycję wspólnej walki, którą ten odrzuca, przedstawiając się Pardiemu wraz ze swoimi ludźmi wyłącznie jako materialista powodowany finansowymi pobudkami. Pardee jest w stanie w to uwierzyć i wypłaca złotem Lassiterowi i jego ludziom żądaną sumę 5 tys. dolarów za proch. Jednak w momencie dobijania targu, dochodzi do spotkania Lassitera i wodza Krwawa Koszula. Powodowany nienawiścią do Apaczów (zabójców jego rodziny) Lassiter rzuca się na Indianina. Cała grupa zostaje aresztowana i wydana Krwawej Koszuli, który każe ich wlec za końmi, a następnie więzi w korralu. Podczas gdy Indianie wraz z konfederatami świętują pewne zwycięstwo, Lassiterowi i jego towarzyszom udaje wydostać się z niewoli dzięki pomocy napotkanej wcześniej Apaczki. Chcą wysadzić w powietrze wóz z prochem. Dochodzi do walki pomiędzy grupą Lassitera a Indianami, w wyniku której zapas prochu wylatuje w powietrze, obóz konfederatów płonie, bohatersko ginie sierż. Franklyn oraz Lassiter, walczący na śmierć i życie z wodzem Krwawa Koszula. Jedynie kpt. Haven i Apaczka uchodzą z pożogi cało.

## Obsada aktorska
- Stuart Whitman – kpt. Haven
- Richard Boone – mjr James Lassiter
- Tony Franciosa – Juan Rodriguez
- Jim Brown – sierż. Franklyn
- Wende Wagner – Apaczka
- Warner Anderson – płk. Wagner
- Rodolfo Acosta – Krwawa Koszula
- Vito Scotti – herszt bandy Meksykanów
- House Peters, Jr – oficer Pardee'ego
- Kevin Hagen – Blondebeard
- Edmond O’Brien – płk. Theron Pardee
- Timothy Carey – Chico (właściciel oberży)
- Barry Kelley – krupier w Presidio

i inni.